# Tibor Cabaj
Tibor Cabaj (* 15. března 1954, Blesovce) je slovenský politik, bývalý místopředseda Národní rady Slovenské republiky.
Za poslance NR SR byl zvolen ve volebním období 2002 až 2006 za HZDS. V roce 2003 byla strana přejmenována na LS-HZDS. Byl členem mandátového a imunitního výboru NR SR, Výboru NR SR pro veřejnou správu a Zvláštního kontrolního výboru NR SR pro kontrolu činnosti NBÚ. Byl předsedou poslaneckého klubu LS-HZDS. Dne 28. dubna 2009 byl po smrti Viliama Vetešky zvolen místopředsedou Národní rady Slovenské republiky.